# Sarracenia rubra
Espèce
Classification phylogénétique
Répartition géographique
Statut CITES
Sarracenia rubra est une espèce de plantes à fleurs de la famille des Sarraceniaceae, décrite en 1788 par Walter dans Flora Caroliniana.

## Étymologie
L'épithète spécifique rubra vient du latin ruber qui signifie « rouge », allusion à la teinte rouge que prennent les urnes en vieillissant.

## Répartition et habitats
Originaire des États-Unis en Amérique du Nord (Géorgie, Caroline du Nord et Caroline du Sud), elle croît dans les marécages, les plaines humides, les sols sableux, parfois tourbeux dans un climat tempéré et humide.

## Description
C'est une plante carnivore terrestre, vivace à rhizome, de 15 à 50 cm de haut. Elle possède des feuilles radical grenat transformées en pièges. La floraison a lieu de mars à avril. Les fleurs rouges sont les plus petites du genre. On connaît trois sous-espèces et quelques formes.
Dans son ensemble, la plante forme généralement des touffes d’urnes qui sont de petite taille comparée à certaines de leurs cousines. Étant donné que le rhizome se ramifie couramment en de multiples cœurs, les urnes sont souvent produites en grande quantité, et de plus les multiples fleurs, en plus de leur parfum, peuvent également offrir un spectacle voyant au printemps.
Toutes les sous-espèces produisent deux types d’urnes. Au printemps, elles sont généralement petites, molles, ressemblant à des serpents, et elles sont assez similaires au sein des différentes formes.
Les urnes d’été sont beaucoup plus dressées et robustes, et elles sont toutes fortement veinées de fines veines rouges.
Le mécanisme de capture des insectes est assez similaire aux autres espèces de Sarracenia dressés. La proie est attirée par la couleur et le nectar jusque dans la zone de la bouche, où l’insecte tombe dans le tube étroit.

## Sous-espèces
S. rubra subsp. rubra : cette sous-espèce (la plus populaire) possède des fleurs très odorantes. Les urnes d’été sont étroites, fortement veinées, avec un court opercule pointu, et atteignent une hauteur de 30 à 45 cm. On la trouve à l’Est de la Caroline du Nord et en Caroline du Sud.
S. rubra subsp. Jonesii : cette sous-espèce très menacée est virtuellement éteinte dans ses habitats montagneux de la Caroline du Nord et du Sud. Remarquable pour ses belles urnes qui ressemblent assez à celles de Sarracenia rubra mais avec un renflement notable dans leur partie supérieure. Les fleurs ont une odeur particulièrement douce et sont d’un rouge très clair. Les urnes peuvent mesurer 60 cm de haut. Cette variété résiste particulièrement au froid.
S. rubra subsp. gulfensis : une plante originaire de la péninsule de Floride, les urnes sont grandes et ressemblent superficiellement à celles de S. rubra subsp. jonesii, mais elles peuvent être plus variables. Le gros opercule ondule légèrement. Les fleurs sont peu odorantes.

## Culture
Substrat : 70 % de tourbe blonde, 10 % de sable, 10 % de perlite, 10 % de vermicule.
Exposition : plein soleil.
Arrosage : laisser la base du pot baigner dans l'eau du printemps à l'automne. Pendant le repos hivernal, l'humidité du sol est faible.
Hydrométrie : entre 40 et 70 %.
Température : 5 à 15 °C l'hiver, 20 à 30 °C l'été. On peut l'installer en tourbière extérieure, car elle résiste à des températures de -12 °C.
Multiplication : Semis, division de touffes.
Parasites et maladies : Très sensible aux attaques de champignons. Attention aussi aux pucerons et cochenilles